# (6631) Pyatnitskij
(6631) Pyatnitskij est un astéroïde de la ceinture principale.

## Description
(6631) Pyatnitskij est un astéroïde de la ceinture principale. Il fut découvert le 4 septembre 1983 à Naoutchnyï par Lioudmila Jouravliova. Il présente une orbite caractérisée par un demi-grand axe de 2,47 UA, une excentricité de 0,15 et une inclinaison de 7,1° par rapport à l'écliptique.

## Compléments